# Moeraskapoentje
Het moeraskapoentje (Nephus redtenbacheri) is een keversoort uit de familie lieveheersbeestjes (Coccinellidae). De wetenschappelijke naam is een eerbetoon aan de Oostenrijkse entomoloog Ludwig Redtenbacher.

## Kenmerken
De langwerpig-ovale lieveheersbeestjes bereiken een lengte van 1,3–2,3 mm. Ze hebben een zwarte basiskleur. Het lichaam van de kever is bedekt met korte, lichte haartjes. De antennes en poten zijn oranje gekleurd. Een grote roodachtige longitudinale vlek strekt zich uit over de dekschilden van de nominaatvorm, die zich doorgaans in het midden bevindt en zich niet uitstrekt tot aan de vleugelranden en de dekschildnaad. Volledig zwarte exemplaren worden niet als zeldzaam beschouwd. Daarentegen is de plek van ondersoort N. r. limonii heeft meestal een vernauwing, en bij sommige exemplaren zijn er ook twee vlekken.

## Habitat
De soort geeft als leefgebied de voorkeur aan moerasgebieden, heidevelden, vochtige bosranden, maar ook droge hellingen, heide, duinen en zandgronden. De kevers worden vaak aangetroffen op riet (Phragmites). Laagblijvende kruidachtige planten en hop (Humulus lupulus) dienen als waardplanten. De ondersoort N. r. limonii gebruikt de lamsoor (Limonium vulgare) als waardplant.

## Levenswijze
De volwassenen overwinteren onder bladeren en mos of in de kruidenlaag. De volwassen kevers worden meestal waargenomen tussen half maart en eind juni. De kevers eten bladluizen en schildluizen, waaronder Acanthococcus granulatus.

## Verspreiding
De soort is wijdverbreid in Europa. De soort is ook vertegenwoordigd op de Britse eilanden. Hun voorkomen strekt zich uit tot ver in het noorden van Europa. In de Alpen komen de kevers voor op een hoogte van 2000 m. Het verspreidingsgebied van Nephus redtenbacheri limonii strekt zich uit over de kwelders langs de Noordzeekust van Engeland, Nederland en Noorwegen.